# Saturate
Saturate је први студијски албум америчког музичког састава Брејкинг Бенџамин, објављен 27. августа 2002. године. Издавачка кућа је Hollywood Records.
Три синглова су објављена са албума: „Polyamorous“, „Skin“ и „Medicate“.

## Листа песама
1. „“ - 3:58
2. „“ - 3:45
3. „“ - 2:57
4. „“ - 3:20
5. „“ - 4:00
6. „“ - 3:43
7. „“ - 4:12
8. „“ - 3:37
9. „“ - 4:31
10. „“ - 3:35
11. „“ - 3:38
12. „“ - 4:05
13. „“ - 3:54